# Coleophora rebeli
Coleophora rebeli é uma espécie de mariposa do gênero Coleophora pertencente à família Coleophoridae.